# 원주삼육고등학교
원주삼육고등학교(原州三育高等學校)는 대한민국 강원특별자치도 원주시 무실동에 있는 사립 고등학교이다.

## 학교 연혁
- 1964년 2월 1일 : 중동삼육 고등학교 설립인가 (3학급) 강원교문 104.1 - 236
- 1964년 2월 1일 : 교가 제작 (제작 민병호, 작곡 최준식)
- 1964년 3월 5일 : 제1대 김준팔 교장 부임, 중동삼육 고등학교 개교식 거행
- 1967년 1월 23일 : 중동삼육 고등학교 제1회 졸업식 거행 (남 8명, 여 6명 계 14명)
- 1970년 1월 25일 : 남.여 기숙사 증축 및 강당 사택 준공
- 1984년 11월 8일 : 초.중.고 신축교사 기공식 거행 (연건평 2,700평)
- 1986년 2월 20일 : 원주삼육고등학교로 명칭 변경(중동삼육고등학교에서)
- 1986년 7월 10일 : 신축교사 준공식
- 1986년 10월 15일 : 고등학교 학급증설 (12학급으로) 강원관리 2542 - 8959
- 1986년 12월 24일 : 학교이전 및 입주 예배
- 2011년 3월 2일 : 교과교실제 A형 선정
- 2022년 3월 1일 : 제18대 김인숙 교장 부임
- 2024년 1월 4일 : 제58회 졸업식(101명, 누계 6,809명)
- 2024년 3월 4일 : 2024학년도 제61회 신입생 입학(115명)

## 참고 자료
- 원주삼육고등학교 - 한국교육학술정보원 학교알리미